# Čajový zákon
Čajový zákon (anglicky Tea Act) byl britský zákon, který schválil britský parlament v roce 1773.
Zákon byl prosazen a schválen především ve snaze finančně ulevit Východoindické společnosti, která se dostala do hospodářských potíží. Čaj navíc nekončil u zákazníků, ale byl skladován v londýnských skladech. Kromě toho měl zákon také pomoci s pašováním nelegálního čaje, který připlouval do Velké Británie z kolonií v Severní Americe. Kolonisté měli namísto vlastního čaje nakupovat čaj od Východoindické společnosti, který byl samozřejmě zdaněný. Zákon také umožnil Východoindické společnosti vyvážet čaj přímo do Severní Ameriky, čímž by se rozšířil její trh.
Severoameričtí kolonisté si uvědomili, jaký na ně bude mít nový zákon dopad. Velmi rychle začali tamní obchodníci, řemeslníci a pašeráci bojkotovat nově dovážený čaj. Dohromady se dali především ti, kteří hlasitě protestovali již proti kolkovému zákonu v roce 1765. Lodím byla odepírána možnost vyložit náklad čaje v amerických přístavech. V prosinci 1773 vyvrcholila vlna nespokojenosti v událost, známou jako Bostonské pití čaje, kdy byl náklad z lodi vyházen do vody. Situace vedla k zhoršení vztahů mezi kolonisty a Velkou Británií a následně k válce za nezávislost.